# كيم هوانغ-جونغ
كيم هوانغ-جونغ (هانغل: 김황정) هو لاعب كرة قدم كوري جنوبي في مركز الهجوم، ولد في 19 نوفمبر 1975 في أوساكا في اليابان. لعب مع أولسان هيونداي وجيف يونايتد تشيبا وفنتفوريت كوفو.

## وصلات خارجية
- كيم هوانغ-جونغ على موقع رابطة كرة القدم اليابانية للمحترفين (اليابانية)
- كيم هوانغ-جونغ على موقع دوري كوريا الجنوبية (الإنجليزية)
- كيم هوانغ-جونغ على موقع عالم كرة القدم.نت (الإنجليزية)